# هورنکلایف
latitudeهورنکلایفlongitudeهورنکلایف
هورنکلایف (به انگلیسی: Horncliffe) یک روستا در انگلستان است که در نورث‌آمبرلند واقع شده‌است.

## خصوصیات
هورنکلایف  ۴۰۳ نفر جمعیت دارد.